# Mănăstirea Ceahlău
Mănăstirea Ceahlău este o mănăstire ortodoxă din România situată pe Masivul Ceahlău în județul Neamț.
Poartă hramurile „Schimbarea la Față” și „Sf. Voievod Ștefan cel Mare”.
Biserica a fost ridicată, la peste 1.800 de metri altitudine, în cursul anilor 1992-1993 și a fost sfințită de IPS Mitropolit Daniel la 28 august 1993.